# Altaír Jarabo
Altair Jarabo  (Mexikóváros, Mexikó, 1986. augusztus 7. –) mexikói színésznő.

## Élete és pályafutása
Karrierjét 2002-ben kezdte a Súbete a Mi Moto című telenovellában. 2004-ben A liliomlány című sorozatban kapott szerepet.
2007-ben nagyobb szerepet kapott a Pokolba a szépfiúkkal! című telenovellában, ahol Valeriát alakította. Ezt követték A szerelem nevében és Az én bűnöm című sorozatok.

## Filmográfia
| Év        | Cím                                                | Szerep                            | Magyar hang        |
| --------- | -------------------------------------------------- | --------------------------------- | ------------------ |
| 1993      | El Peñón del Amaranto                              | Karina                            |                    |
| 2002      | Súbete a Mi Moto                                   | Gaby                              |                    |
| 2003      | Angel Rebelde                                      | Isela Covarrubias Andeuza         |                    |
| 2002–2003 | A szerelem ösvényei (Las Vias del Amor)            | Vanessa Vazquez                   | Lamboni Anna       |
| 2004–2005 | A liliomlány (Inocente de ti)                      | Isela González                    | Vadász Bea         |
| 2005–2006 | El Amor No Tiene Precio                            | Vanessa Monte y Valle             |                    |
| 2006–2007 | Código Postal                                      | Afrodita Carvajal                 |                    |
| 2007      | Lola, érase una vez                                | Catherine                         |                    |
| 2007–2008 | Pokolba a szépfiúkkal! (Al diablo con los guapos!) | Valeria Belmonte Arango           | Vadász Bea         |
| 2008–2009 | A szerelem nevében (En Nombre del Amor)            | Romina Mondragón Ríos             | Lamboni Anna       |
| 2009      | Az én bűnöm                                        | Lorena Mendizábal Molina          | Sallai Nóra        |
| 2010–2011 | Llena de amor                                      | Ilitia Porta-López Rivero         |                    |
| 2012      | Bűnös vágyak (Abismo de pasión)                    | Florencia Landucci Cantú de Tovar | Major Melinda      |
| 2013      | Mentir para vivir                                  | Raquel Ledesma Muñoz              |                    |
| 2015      | Que te perdone Dios                                | Diana Montero                     |                    |
| 2015–2016 | Szeretned kell! (Pasión y poder)                   | Consuelo Martínez                 | Lamboni Anna       |
| 2018–2019 | Por amar sin ley                                   | Victoria Escalante                |                    |
| 2019      | Vészhelyzet Mexikóban                              | Victoria Escalante                |                    |
| 2020–2021 | Viharos szívek                                     | Olga Collado                      | Bogdányi Titanilla |
| 2022      | Háborgó szívek                                     | Carlota Ruiz Montalvo             | Lamboni Anna       |
| 2023      | Juego de mentiras                                  | Camila del Río                    |                    |
| 2024      | Szerelemre nincs recept                            | Ginebra Nicoliti                  | Lamboni Anna       |